# Kōichi Sugiyama
Kōichi Sugiyama (japonès: すぎやまこういち)  (Taitō, 11 d'abril de 1931 - Tòquio, 30 de setembre de 2021) va ser un compositor de dibuixos animats de música i jocs japonesos. És conegut sobretot pel seu treball de composició a la sèrie Dragon Quest.
També va ser membre de la junta directiva de la Japan Society for Authors, Composers and Publishers 'Rights (JASRAC), membre de la junta de l’Institut japonès dels fonaments nacionals. Igualment es dedica a activitats militants fora de la música, com ara negar crims de guerra japonesos i promoure el nacionalisme japonès.
Kōichi Sugiyama va estudiar a la secció de psicologia de la Universitat de Tòquio on es va graduar. A l’institut, ja escriu diverses peces musicals.
Va compondre per primera vegada el 1958 per a un canal de televisió japonès i va crear les bandes sonores de diversos videojocs pel PC-8801, com ara Àngelus, Wingman o Ghandara. Posteriorment, va contribuir a nombrosos projectes com dibuixos animats, les seves adaptacions cinematogràfiques, anuncis publicitaris i fins i tot compostos per a artistes pop.
Sugiyama és més conegut pel seu treball de composició per al videojoc Dragon Quest llançat el 1986 a NES, que continua en els episodis següents i en els molts productes derivats de la sèrie. Aprofita la seva condició de compositor de la llicència de videojocs de rol més important del Japó per reorquestrar i tocar la música de Dragon Quest d’autèntiques orquestres simfòniques, amb la tècnica de la música original. Sugiyama és, doncs, l'iniciador del concepte de suites simfòniques, que serà reprès cinc anys després, el 1991, per Nobuo Uematsu per a Final Fantasy i Yuzo Koshiro per a Actraiser.
Així, ocupa el paper de director per a les reorquestracions de la música de Dragon Quest, que interpreta entre d'altres amb la London Symphony Orchestra i la Tōkyō Philharmonic Orchestra. Fins i tot va compondre i escriure un ballet sobre Dragon Quest el 1995. També és un dels iniciadors dels primers concerts de música de videojocs.
Amb el remake de Dragon Quest V per a PlayStation 2 publicat només al Japó, també signa la primera banda sonora de rol enregistrada íntegrament per una orquestra, que després repeteix amb la versió americana i europea de Dragon Quest 8.
A més de la música de videojocs, Kōichi Sugiyama va interpretar les bandes d'obertura i tancament de les carreres d'automòbils de Tòquio i Nakayama. El compositor també és un apassionat de la fotografia i els viatges.
L'obra de Kōichi Sugiyama es compara sovint amb l'època del barroc tardà (Bach i Haendel), així com amb les obres de Strauss.
Va morir el 30 de setembre de 2021 als 90 anys, per un xoc sèptic.

## Activitats i creences polítiques
Kōichi Sugiyama era un negacionista de la massacre de Nanjing, afirmant que els fets que l'afecten són "selectius per naturalesa". És un dels signants de The Facts, un anunci a pàgina completa publicat pel Washington Post el 14 de juny de 2007 i escrit per diversos polítics i acadèmics japonesos en resposta a l'aprovació de la resolució 121 de la Cambra dels representants dels Estats Units. Aquesta resolució demana disculpes oficials al govern japonès per la seva participació en l’ús de dones de conhort, dones que van ser utilitzades com a esclaves sexuals pels soldats japonesos durant la Segona Guerra Mundial. També és membre de la junta directiva de l’Institut japonès dels fonaments nacionals.
El 2012, Kōichi Sugiyama va escriure un editorial afirmant que creia que el Japó es trobava en un estat de "guerra civil entre japonesos i antijaponesos". Donant exemples, sosté que els mitjans japonesos retraten negativament actes de patriotisme, com ara interpretar l'himne nacional del Japó o aixecar la bandera japonesa. A més, creu que les exigències del moviment antinuclear japonès, que es va desenvolupar arran de l'Accident nuclear de Fukushima I el 2011, és a dir, el desmantellament immediat de totes les instal·lacions d’energia nuclear sense oferir solucions alternatives, són perjudicials, negant la capacitat del país a defensar-se.
El 2015, Kōichi Sugiyama va aparèixer al programa de televisió Hi Izuru Kuni Yori de la cadena de televisió cultural Sakura, on mostra el seu acord amb les opinions compartides pel polític japonès Mio Sugita, que diu que no hi ha necessitat d'educació LGBT a les escoles japoneses i que rebutja les preocupacions sobre l'alta taxa de suïcidis de la comunitat. Afegeix que la manca de fills nascuts de parelles LGTB és un tema important a debatre, suggerint també que el Japó és més favorable a les dones que Corea del Sud. Després es va retractar dient que les parelles LGBT han existit al llarg de la història de la humanitat i que dona suport a ajudes governamentals ocasionals per ajudar-les.

## Discografia selectiva
- 1986: Dragon Quest Symphonic Suite
- 1987: Dragon Quest Suite Symphonic Suite II ~ Gods of the Evil Spirits
- 1987: Dragon Quest in Concert
- 1988: Dragon Quest III Symphonic Suite ~ And Into the Legend…
- 1988: Dragon Quest Live Concert
- 1990: Dragon Quest IV Symphonic Suite ~ The People are Shown the Way
- 1990: Dragon Quest on Piano Vol. I
- 1990: Dragon Quest on Piano Vol. II
- 1992: Hanjuku Hero
- 1992: Dragon Quest V Symphonic Suite ~ Bride of the Heavens & Akira Yamaoka First Album - iFuturelist
- 1994: Dragon Quest VI Symphonic Suite
- 2000: Dragon Quest VII Symphonic Suite - Warriors of Eden
- 2005: Dragon Quest (played by a string quartet)
- 2006: Dragon Quest VIII Symphonic Suite